# Frontenac (Kansas)
Frontenac – miasto położone w Stanach Zjednoczonych, w południowo-wschodniej części stanu Kansas w hrabstwie Crawford.